# Salone dell'automobile di Parigi
Il Salone dell'automobile di Parigi (in francese Mondial de l'Automobile) è un salone dell'automobile che si svolge con cadenza biennale nella capitale francese. Ha sede al Paris Expo Porte de Versailles.
Si svolge ad ottobre, ed è uno dei più importanti saloni dell'automobile del mondo. In esso debuttano molti importanti modelli di automobile di serie e vengono presentate anche parecchie concept car.
Fino al 1986 era chiamato Salon de l'Automobile. Prese l'attuale denominazione, Mondial de l'Automobile, nel 1988. Il salone è stato annuale fino al 1976, successivamente si è svolto a cadenza biennale.
È una delle manifestazioni riconosciute dall'Organizzazione internazionale di costruttori di veicoli a motore.

## Storia

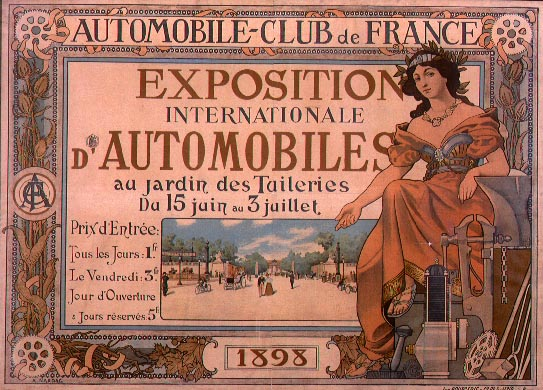
Manifesto dell'Exposition Internationale d'Automobiles del 1898.

Il salone dell'automobile di Parigi, il più antico del mondo, si tenne per la prima volta nel 1898 con il nome di "Exposition Internationale d'Automobiles", su volontà di Jules-Albert de Dion, pioniere del campo automobilistico. 
L'edizione del 1898 si svolse presso il giardino delle Tuileries, e vi presero parte alcune tra le più importanti case automobilistiche del tempo, quali Peugeot, Panhard, Benz e Daimler. Al fine di dimostrare l'affidabilità delle automobili, per poter prendere parte al salone le auto dovevano percorrere un percorso di 23 chilometri di lunghezza, da Versailles fino al giardino delle Tuileries.

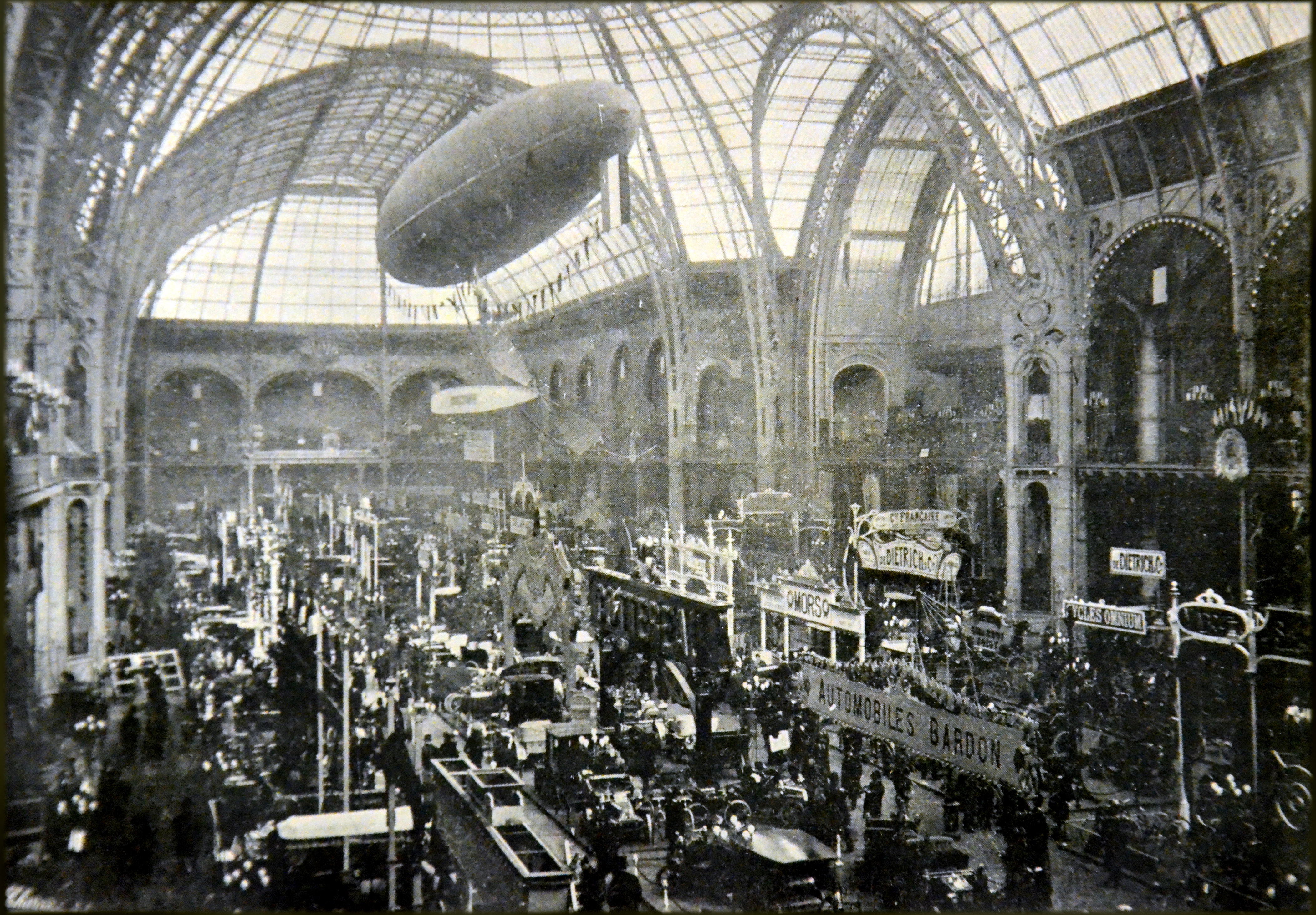
Immagine del salone del 1902, svoltosi all'interno del Grand Palais des Champs-Élysées.

Dal 1901, il salone si svolse stabilmente presso il Grand Palais des Champs-Élysées, tradizione che venne mantenuta fino al salone del 1962, a partire dal quale tutti i saloni si sono svolti presso il Paris Expo Porte de Versailles. 

### Edizione del 2014
Sono state presentate alcune concept car che verranno al massimo prodotte in pochi esemplari come la Peugeot Quartz (concept) e la Lamborghini Asterion (concept, con il motore V10 della Gallardo, che ne fa l'auto più potente mai realizzata dalla casa di Sant'Agata Bolognese, grazie a tre motori elettrici che le fanno raggiungere i 910 CV). 
Volkswagen ha presentato la nuova Passat (disponibile con un motore 4 cilindri con due turbo e 240 Cv) e la Golf GTE, la Citroën ha presentato il prototipo Cactus alimentato ad aria compressa e benzina che promette di fare 1,5 L per fare 100KM e la nuova DS3. Maserati ha ripresentato la Alfieri, FIAT la Fiat 500X gemella della Jeep Renegade, Lancia la Ypsilon Elle, Alfa Romeo la Giulietta Sprint.
Audi ha presentato la nuova A4 mentre Porsche mostra la Cayenne elettrica e la nuova Cayman.
Smart e Renault con un progetto comune hanno presentano rispettivamente la Fortwo (per la prima volta il cambio automatico e optional) e la Twingo a motore e trazione posteriore.
Per quanto riguarda le case automobilistiche asiatiche, si sono viste le nuove Honda CR-V e FR-V, il restyling della Nissan GT-R, la nuova Kia Sorento e la Mazda MX-5 completamente nuova.
Ford ha presentato la Mustang con motore motore EcoBoost da 2.3 litri, la nuova Mondeo e la Focus RS.